# 24. Arany Málna-gála
A 24. Arany Málna-gálán (Razzies) – egyfajta ellen-Oscar-díjként – az amerikai filmipar 2003. évi legrosszabb filmjeit, illetve azok alkotóit díjazták tizenegy kategóriában. A „győztesek” kihirdetésére 2004. február 28-án, a 76. Oscar-gála előtti napon került sor a Santa Monica-i Sheraton Hotelben.
Az értékelésben az USA 39 államában és 15 külföldi országban élő 617 filmkedvelő, kritikus, újságíró és filmes szaktekintély G.R.A.F.-tag  vett részt. Ez évben a díjalapító John Wilson ismét módosított a kategóriákon: a hagyományos kilenc díjon felül ezúttal kiosztottak egyet a legrosszabb ürügy egy adott filmhez címen, valamint egy kormányzói díjat olyan munka „elismeréseként”, amelyik egyik kategóriába sem volt sorolható.
9 jelöléséből 6 díjat „nyert meg” Martin Brest romantikus vígjátéka, Gengszter románc. Jelöléseik számát tekintve kiemelkedett a mezőnyből a Strandszerelem (9 jelölés, 1 díj), A macska – Le a kalappal! (8 jelölés, 1 díj), valamint a Charlie angyalai: Teljes gázzal (7 jelölés, 2 díj). Azzal, hogy a legrosszabb férfi mellékszereplő díját Sylvester Stallone kapta, ismét megdőlt két rekord: a színész megszerezte 30. jelölését és 10. Arany Málna díját.
Miután három filmszerepéért megkapta a legrosszabb fárfi főszereplőnek járó díjat, Ben Affleck a gálát követő héten átvette a trófeát a CNN Larry King Live című élő műsorában. Mivel az Arany Málnát azonnal el is törte, eBay-en eladták. Az akció annyi pénzt hozott, hogy fedezte a következő év terembérleti díját.

## Díjazottak és jelöltek
| „Győztes” |

| Kategória                                                              | „Győztesek” és jelöltek |
| ---------------------------------------------------------------------- | --- |
| Legrosszabb film                                                       | Gengszter románc, producer: John Hardy, Martin Brest és Casey Silver (Columbia Pictures/Revolution Studios)                              |
| Legrosszabb film                                                       | A macska – Le a kalappal!, producer: Brian Grazer (Universal Pictures/DreamWorks)                                                        |
| Legrosszabb film                                                       | Az igazi CanCun, producer: Rick de Oliveira (New Line Cinema)                                                                            |
| Legrosszabb film                                                       | Charlie angyalai: Teljes gázzal, producer: Leonard Goldberg, Drew Barrymore és Nancy Juvonen (Columbia Pictures)                         |
| Legrosszabb film                                                       | Strandszerelem, producer: Robert Engelman (20th Century Fox)                                                                             |
| Legrosszabb remake vagy folytatás                                      | Charlie angyalai: Teljes gázzal, producer: Leonard Goldberg, Drew Barrymore és Nancy Juvonen (Columbia Pictures)                         |
| Legrosszabb remake vagy folytatás                                      | A texasi láncfűrészes, producer: Michael Bay, Mike Fleiss, Brad Fuller. Tobe Hooper és Kim Henkel (New Line Cinema)                      |
| Legrosszabb remake vagy folytatás                                      | Dumb és Dumberer: Miből lesz a dilibogyó, producer: Troy Miller, Brad Krevoy, Mark Burg, Oren Koules és Toby Emmerich (New Line Cinema)  |
| Legrosszabb remake vagy folytatás                                      | Halálosabb iramban, producer: Neal H. Moritz (Universal Pictures)                                                                        |
| Legrosszabb remake vagy folytatás                                      | Strandszerelem, producer: Robert Engelman (20th Century Fox) (Az Ahol a fiúk vannak (1960) és a Pasivadászat kezdőknek (1984) remake-je) |
| Legrosszabb férfi főszereplő                                           | Ben Affleck – A felejtés bére, Daredevil – A fenegyerek és Gengszter románc                                                              |
| Legrosszabb férfi főszereplő                                           | Cuba Gooding Jr. – Hajó a vége, Kísértés két szólamban és Rádió                                                                          |
| Legrosszabb férfi főszereplő                                           | Justin Guarini – Strandszerelem |
| Legrosszabb férfi főszereplő                                           | Ashton Kutcher – A főnököm lánya, Szakítópróba és Tucatjával olcsóbb                                                                     |
| Legrosszabb férfi főszereplő                                           | Mike Myers – A macska – Le a kalappal!                                                                                                   |
| Legrosszabb női főszereplő                                             | Jennifer Lopez – Gengszter románc |
| Legrosszabb női főszereplő                                             | Drew Barrymore – Charlie angyalai: Teljes gázzal és Jószomszédi iszony                                                                   |
| Legrosszabb női főszereplő                                             | Kelly Clarkson – Strandszerelem |
| Legrosszabb női főszereplő                                             | Cameron Diaz – Charlie angyalai: Teljes gázzal                                                                                           |
| Legrosszabb női főszereplő                                             | Angelina Jolie – Határok nélkül és Lara Croft: Tomb Raider 2. – Az élet bölcsője                                                         |
| Legrosszabb férfi mellékszereplő                                       | Sylvester Stallone – Kémkölykök 3-D – Game Over                                                                                          |
| Legrosszabb férfi mellékszereplő                                       | Anthony Anderson – Kenguru Jack |
| Legrosszabb férfi mellékszereplő                                       | Alec Baldwin – A macska – Le a kalappal!                                                                                                 |
| Legrosszabb férfi mellékszereplő                                       | Al Pacino – Gengszter románc |
| Legrosszabb férfi mellékszereplő                                       | Christopher Walken – Gengszter románc és Kenguru Jack                                                                                    |
| Legrosszabb női mellékszereplő                                         | Demi Moore – Charlie angyalai: Teljes gázzal                                                                                             |
| Legrosszabb női mellékszereplő                                         | Lainie Kazan – Gengszter románc |
| Legrosszabb női mellékszereplő                                         | Brittany Murphy – Szakítópróba |
| Legrosszabb női mellékszereplő                                         | Kelly Preston – A macska – Le a kalappal!                                                                                                |
| Legrosszabb női mellékszereplő                                         | Tara Reid – A főnököm lánya |
| Legrosszabb filmes páros                                               | Ben Affleck és Jennifer Lopez – Gengszter románc                                                                                         |
| Legrosszabb filmes páros                                               | Kelly Clarkson és Justin Guarini – Strandszerelem                                                                                        |
| Legrosszabb filmes páros                                               | Ashton Kutcher és Brittany Murphy – Szakítópróba vagy Tara Reid – A főnököm lánya                                                        |
| Legrosszabb filmes páros                                               | Mike Myers és Thing One vagy Thing Two (mindkettő angol hangja: Dan Castellaneta) – A macska – Le a kalappal!                            |
| Legrosszabb filmes páros                                               | Eric Christian Olsen és Derek Richardson – Dumb és Dumberer: Miből lesz a dilibogyó                                                      |
| Legrosszabb rendező                                                    | Martin Brest – Gengszter románc |
| Legrosszabb rendező                                                    | Robert Iscove – Strandszerelem |
| Legrosszabb rendező                                                    | Mort Nathan – Hajó a vége |
| Legrosszabb rendező                                                    | Wachowski nővérek – Mátrix – Újratöltve és Mátrix – Forradalmak                                                                          |
| Legrosszabb rendező                                                    | Bo Welch – A macska – Le a kalappal! |
| Legrosszabb forgatókönyv                                               | Gengszter románc, írta: Martin Brest |
| Legrosszabb forgatókönyv                                               | A macska – Le a kalappal!, forgatókönyv: Alec Berg, David Mandel és Jeff Schaffer                                                        |
| Legrosszabb forgatókönyv                                               | Charlie angyalai: Teljes gázzal, forgatókönyv: John August, Marianne Wibberley és Cormac Wibberley                                       |
| Legrosszabb forgatókönyv                                               | Dumb és Dumberer: Miből lesz a dilibogyó, forgatókönyv: Robert Brener és Troy Miller                                                     |
| Legrosszabb forgatókönyv                                               | Strandszerelem, írta: Kim Fuller |
| Legrosszabb ürügy egy adott filmhez (teljes összhang / nulla tartalom) | A macska – Le a kalappal! (Universal Pictures/DreamWorks)                                                                                |
| Legrosszabb ürügy egy adott filmhez (teljes összhang / nulla tartalom) | Halálosabb iramban (Universal Pictures)                                                                                                  |
| Legrosszabb ürügy egy adott filmhez (teljes összhang / nulla tartalom) | Charlie angyalai: Teljes gázzal (Columbia Pictures)                                                                                      |
| Legrosszabb ürügy egy adott filmhez (teljes összhang / nulla tartalom) | Strandszerelem (20th Century Fox) |
| Legrosszabb ürügy egy adott filmhez (teljes összhang / nulla tartalom) | Az igazi CanCun (New Line Cinema) |
| Kormányzói díj az alulmúlhatatlan koreográfia elismerésére             | Travis Payne, Strandszerelem című munkájáért                                                                                             |

## A kategóriákban előforduló filmek
| Jelölés | Díj | Magyar cím                                 | Eredeti cím                                |
| ------- | --- | ------------------------------------------ | ------------------------------------------ |
| 9       | 6   | Gengszter románc                           | Gigli                                      |
| 9       | 1   | Strandszerelem                             | From Justin to Kelly                       |
| 8       | 1   | A macska – Le a kalappal!                  | The Cat in the Hat                         |
| 7       | 2   | Charlie angyalai: Teljes gázzal            | Charlie's Angels: Full Throttle            |
| 3       | 0   | A főnököm lánya                            | My Boss's Daughter                         |
| 3       | 0   | Dumb és Dumberer: Miből lesz a dilibogyó   | Dumb and Dumberer: When Harry Met Lloyd    |
| 3       | 0   | Szakítópróba                               | Just Married                               |
| 2       | 0   | Az igazi CanCun                            | The Real Cancun                            |
| 2       | 0   | Hajó a vége                                | Boat Trip                                  |
| 2       | 0   | Halálosabb iramban                         | 2 Fast 2 Furious                           |
| 2       | 0   | Kenguru Jack                               | Kangaroo Jack                              |
| 1       | 1   | A felejtés bére                            | Paycheck                                   |
| 1       | 1   | Daredevil – A fenegyerek                   | Daredevil                                  |
| 1       | 1   | Kémkölykök 3-D – Game Over                 | Spy Kids 3-D: Game Over                    |
| 1       | 0   | A texasi láncfűrészes                      | The Texas Chainsaw Massacre                |
| 1       | 0   | Határok nélkül                             | Beyond Borders                             |
| 1       | 0   | Jószomszédi iszony                         | Duplex                                     |
| 1       | 0   | Kísértés két szólamban                     | The Fighting Temptations                   |
| 1       | 0   | Lara Croft: Tomb Raider – Az élet bölcsője | Lara Croft Tomb Raider: The Cradle of Life |
| 1       | 0   | Mátrix – Forradalmak                       | The Matrix Revolutions                     |
| 1       | 0   | Mátrix – Újratöltve                        | The Matrix Reloaded                        |
| 1       | 0   | Rádió                                      | Radio                                      |
| 1       | 0   | Tucatjával olcsóbb                         | Cheaper by the Dozen                       |